# В'єннське графство
В'єннське графство (фр. Comté de Vienne) — середньовічне графство, що розташовувалося на півдні сучасної Франції з центром у місті В'єнн на річці Рона. Графство займало територію між Ліоном та Альпами.

## Історія

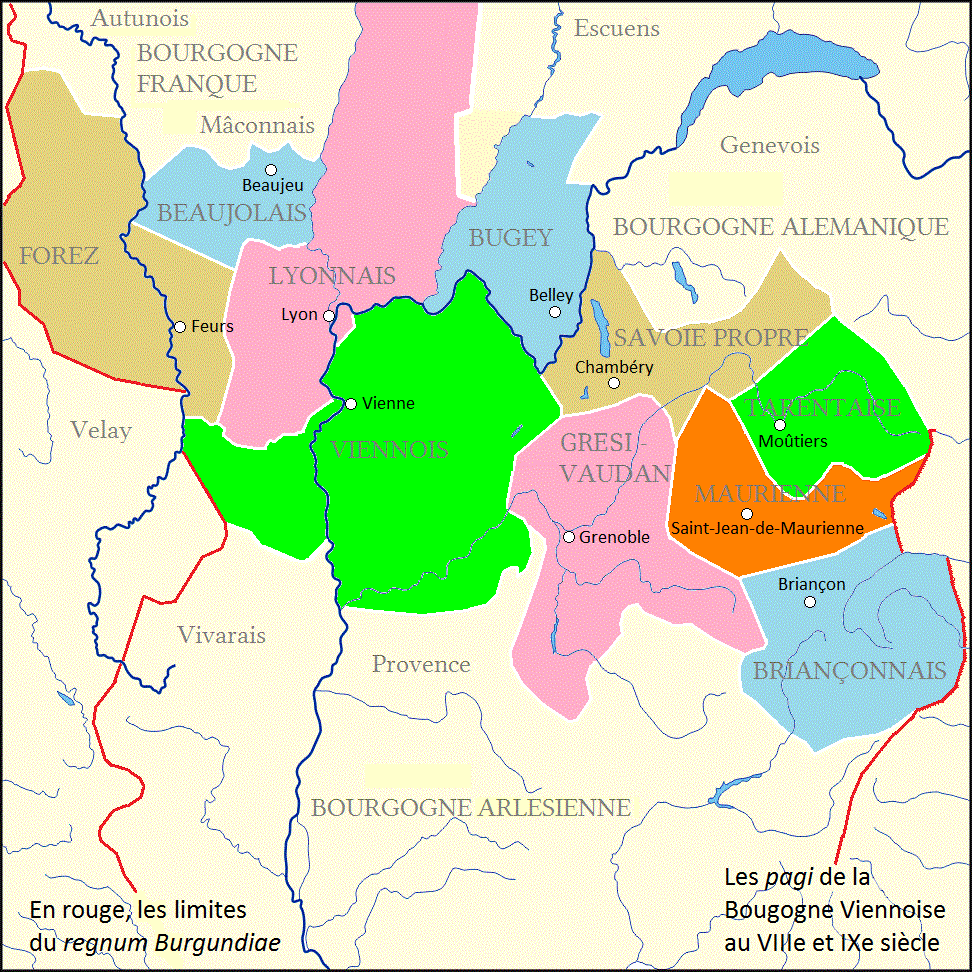
Пагі В'єннської Бургундії VIII-IX ст

Можливо першим графом був Віллібад у першій половині VII ст. в складі Бургундського королівства, хоча невідома чи мало графство статус спадкового. За Верденським договором 843 року територія графства опинилася у складі  Середнього Франкського королівства, що дістався імператору Франкської імперії Лотарю I. У 844 році Лотар призначив графом В'єнна і герцогом Ліона свого пфальцграфа Жерара II Паризького (бл.800-878/879), сина графа Фезансака та Парижа Летарда, одруженого на сестрі його дружини. Після смерті Лотаря в 855 році Жерар став опікуном і фактичним правителем Провансу за малолітнього короля Карла, сина Лотаря. Після смерті Карла в 863 році, Жерар склав присягу вірності його братові Лотарю II. Але після смерті Лотаря в 869 році, Жерар втратив своє становище та свої володіння і під його фактичним контролем залишився лише сам В'єнн. 8 серпня 870 року королі Західноі Франкії Карл Лисий та Східної Франкії Людовік II Німецький уклали Мерсенський договір про поділ держави Лотаря II, за яким Лотарингія відходила Людовіку, а Прованське королівство (Бургундія) Карлу. Жерар не визнав цього договору і повстав проти Карла Лисого. Але король за підтримки Ліонського та В'єннського архієпископів в грудні обложив В'єнн. Після кількох місяців облоги Жерар змушений був капітулювати. Карл включив В'єнн і Ліон до складу свого королівства, а в 871 році передав графства своєму швагру Бозону.

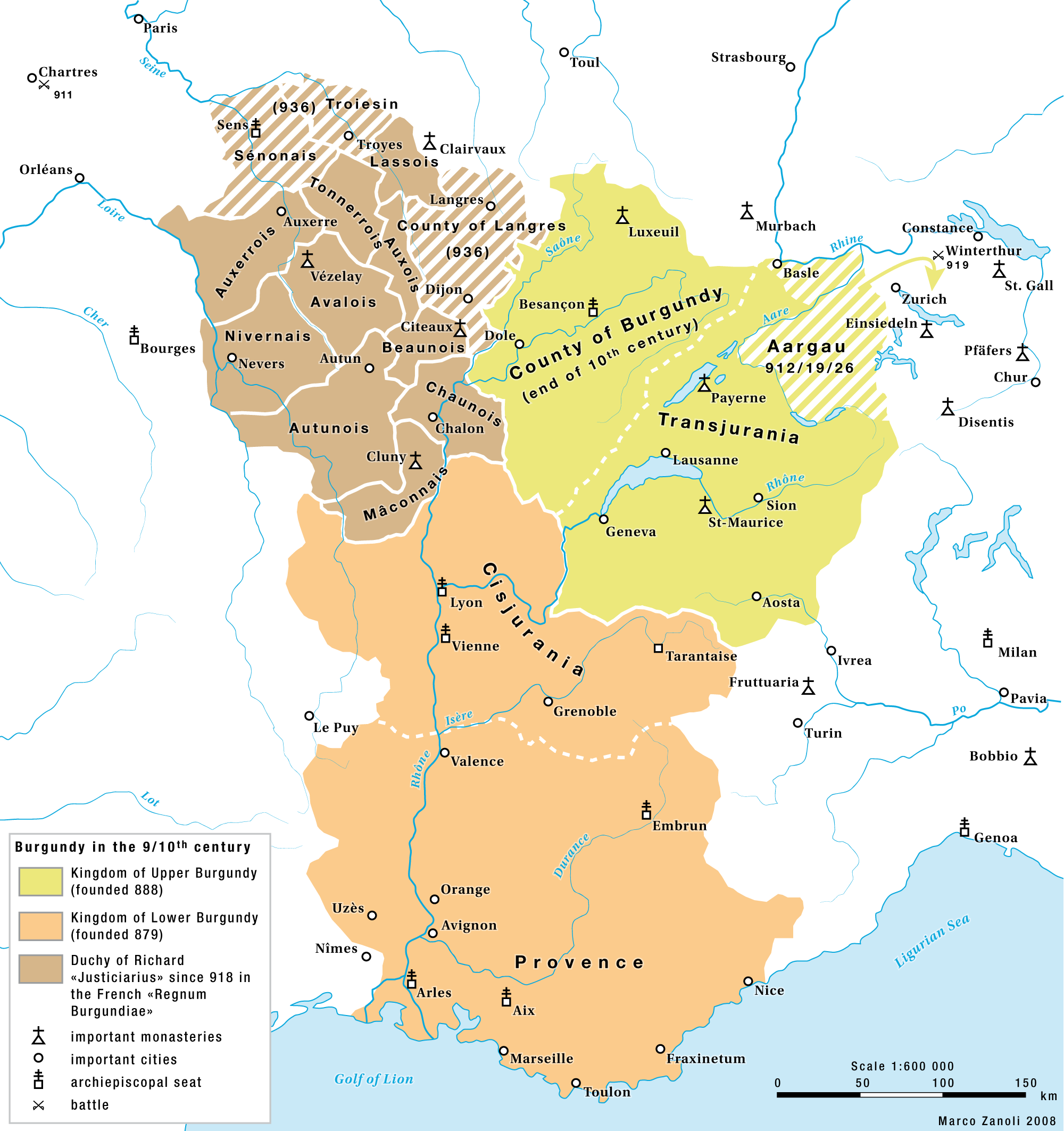

Бозон В'єннський до 879 року зосередив майже цілком володіння в долинах рік Рони і Сони (Прованське, В'єннське, Ліонське, Маконське, Шалонське і Отенське графства) та став наймогутнішим феодалом в Провансі. Після смерті короля Західної Франкії Людовіка II Заїки, бургундська знать і духовенство, незадоволені розділом королівства між двома синами Людовіка, зібралися 15 жовтня 879 року в замку Монтель (недалеко від В'єнна на Роні) на церковний собор, щоб обрати королем людини, здатну контролювати та захищати країну. В результаті королем нового Прованського або Нижньобургундського королівства обрали Бозона. Обрання не каролінга Бозона королем, спричинило створення проти нього союзу королів-каролінгів. Вже наступного року після обрання Бозона, королі Східної Франкії Карл III Товстий та Людовик III Молодший об'єдналися із королями Західної Франкії Людовиком III та Карломаном II для нападу на володіння Бозона. До кінця 880 року більшість північних територій Прованського королівства (Отонське, Безансонське, Шалонське, Маконське та Ліонське графства) були захоплені каролінгами. Але В'єнн встояв і залишився в руках Бозона. У 884 році імператор Карл III Товстий , що×знову об'єднав у своїх руках усю Каролінгську імперію, запропонував Бозону визнати його королем Провансу за умови, що той складе омаж імператору. Бозон прийняв цю пропозицію.
Після смерті Бозона в 887 році імператор Карл III Толстий визнав права його сина і спадкоємця Людовика на Нижню Бургундію, а в 890 році Людовик був офіційно обраний королем Арля, Провансу та Нижньої Бургундії на зборах баронів королівства у Валансі.
Наприкінці IX століття графство опинилося в руках Гуго (бл. 880—948), графа Арльського, сина Теобальдо Арльського (бл.860 — 887/895) та Берти Лотарингської (866—925), дочки короля Лотарингії Лотаря II. Можливо Гуго успадкував В'єнн після батька, але документального підтвердження цьому немає. В 905 році, після засліплення короля Нижньої Бургундії, Італії та імператора Людовіка III, Гуго незабаром став фактичним правителем Нижньої Бургундії. 926 року він став королем Італії. Тоді ж він був змушений відмовитися від В'єнна, графом якого став незаконний син Людовіка III, Карл Костянтин, який керував графством до своєї смерті.
Після смерті Карла Костянтина В'єнн успадкувала його дочка Констанція, яка була одружена з графом Арля Бозоном II. Під керівництвом графів Арля (пізніше графів Провансу) В'єнн залишався до 1030 року, коли В'єнн був поступлений архієпископу В'єнна, який розділив графство на Альбонську сеньйорію (пізніше графство)  (майбутнє Дофіне) і Морьєнське графство.
Проте В'єннське графство продовжувало існувати у дуже зменшеній формі. У 1085 році воно було приєднане до володінь графів Маконських, під керуванням яких залишалося до 1239, коли після смерті чоловіка остання графиня Аліса продала Макон і В'єнн королю Франції Людовику IX Святому.
У 1263 році архієпископ Жан Бернінський купив іншу половину прав на графство у В'єнського дому. З 1263 по 1450 рік існувало В'єннське графство-архієпископство. У 1450 році це церковне графство припинило своє існування, коли за договором у Морасі граф-архієпископ Жан-Жерар де Пуатьє визнав дофіна В'єннського сюзереном В'єннського графства. Починаючи з 1457 року, Дофіне підпорядковувався французькій короні, і протягом наступного століття тривала централізація. Востаннє провінційні ради зібралися в 1682 році. Відтоді можна говорити про встановлення абсолютизма французьких королів.

## Графи В'єннські
Жерардиди
- 844—870 : Жерар (бл. 800—878 / 879), граф Парижа до 834 -бл. 841, граф В'єнна і граф-герцог Ліона 844—870

Бозоніди
- 871—887 : Бозон В'єннський (бл. 844—887) — граф В'єнна 871—887, граф Ліона 871—880 , граф Беррі 872—876, герцог Італії 875—875 , 8 876—879, граф Макона і Шалона 877—880, Отена 879—880, король Нижньої Бургундії (Провансу) 879—887
- бл. 895—926 : Гуго Арльський (бл. 880—948), король Італії з 926, граф Арля ок.895 — 928, граф В'єнна ок.895 — 926, король Нижньої Бургундії 924—933

Дім де Вермандуа
- 928—931 : (?) Ед де Вермандуа (бл. 915—946), граф В'єнна 928—931, граф Ам'єна 941—944, син Герберта II де Вермандуа

Бозоніди
- 931—962 : Карл Костянтин (901—962), граф В'єнна з 926
- 962—966 : Констанція (920—966)
чоловік: Бозон II (бл. 928—968), граф Арля

## Графи Макона та В'єнна
Іврейський дім
- 1085—1102 : Етьєн I Хоробрий (бл. 1057 — 27 травня 1102 року), граф Макона і В'єнна з 1085 року, титулярний граф Бургундії з 1097 року, син Гільйома III
- 1102—1148 : Рено III (бл. 1090 — 22 січня 1148 року), граф Макона і В'єнна з 1102 року, титулярний граф Бургундії в 1102—1127 роках, граф Бургундії з 1127 року ,
- 1102—1155 : Гільйом III (IV) (бл. 1095 — 27 вересня 1155), граф Макона з 1102, граф Осона з 1127 і граф В'єнна з 1148, син Етьєна I
- 1157—1184 : Жеро I (1142—1184), граф Макона і В'єнна з 1157, син Гільйома IV
- 1184—1224 : Гільйом IV (V) (пом. 1224), граф Макона, Осона та В'єнна, син Жеро I
- 1224—1224 : Жеро II (пом. 1224), граф Макона і В'єнна, син Гільйома IV
- 1224—1239 : Аліса (пом. 1260), графиня Макона і В'єнна, дочка Жеро II

У 1239 році, після смерті чоловіка, Аліса продала Макон і В'єнн королю Франції.